# IXV
IXV (Intermediate eXperimental Vehicle) — європейський (ESA) експериментальний багаторазовий космічний корабель, створений для оцінки європейських багаторазових систем. Використовується у рамках програми FLPP. The IXV development would be carried out under the leadership of the NGL Prime SpA company. Він є продовженням попередніх програм, таких як CNES' Pre-X and ESA's AREV (Atmospheric Reentry Experimental Vehicle — Атмосферний Багаторазовий Експериментальний Засіб).

## Характеристики
Дані ESA, Space.com та Gunter's Space Page
Загальні характеристики:
- Довжина: 5 м
- Розмах крил: 2,2 м
- Маса порожнього: 480 кг
- Маса заправленого: 1900 кг
- Живлення: акумулятори

Льотні характеристики:
- Максимальна швидкість: 7700 м/с
- Радіус дії: 7500 км
- Висота польоту (макс.): 450 км